# Khimki
Khimki é uma cidade da Rússia. Khimki é localizada às margens ambas do Canal de Moscou, às linhas ferroviária e rodoviária Moscou-São Petersburgo. A cidade tem fronteira com a cidade de Moscou. 

## Esporte
A cidade de Khimki é a sede da Arena Khimki e do FC Khimki, que participa do Campeonato Russo de Futebol.